# Vanga curvirostris
Il vanga dal becco uncinato (Vanga curvirostris (Linnaeus, 1766)) è un uccello passeriforme della famiglia Vangidae, endemico del Madagascar. È l'unica specie del genere Vanga.

## Tassonomia
Sono note due sottospecie:
- V. curvirostris curvirostris (Linnaeus, 1766), diffusa in quasi tutto il Madagascar
- V. curvirostris cetera Bangs, 1928, ristretta al sud dell'isola

## Distribuzione e habitat
La specie è endemica del Madagascar, ove è abbastanza comune dal livello del mare sino a 1.500 m di altitudine.
L'habitat tipico della sottospecie V. c. cetera è la foresta spinosa del sud dell'isola, mentre la sottospecie nominale è presente sia nelle foreste pluviali del versante orientale che nella foresta decidua secca nord-occidentale, nonché in aree antropizzate (giardini, piantagioni).

## Conservazione
La specie è relativamente comune ed ha un areale abbastanza ampio; per tali ragioni la IUCN Red List la classifica come specie a basso rischio (Least Concern).